# Charles-Antoine Flajoulot
Charles-Antoine Flajoulot (ur. 1774 w Besançon, zm. 15 września 1840 tamże) – francuski malarz. 
Przypuszczalnie uczeń Jacques-Louis Davida, był dyrektorem Szkoły Sztuk Pięknych w Besançon (École des Beaux-Arts de Besançon) i profesorem w klasie rysunku Collège Royal de Besançon. Jego uczniami byli Gustave Courbet i Louis Pasteur.